# آسوتان
آسوتان (به اسپانیایی: Azután) یک شهرستان در اسپانیا است که در استان تولدو واقع شده‌است.

## خصوصیات
آسوتان ۲۲ کیلومترمربع مساحت و ۳۰۵ نفر جمعیت دارد و ۲۲۹ متر بالاتر از سطح دریا واقع شده‌است.